# Виборчий округ 149
Виборчий округ 149 — виборчий округ в Полтавській області. В сучасному вигляді був утворений 28 квітня 2012 постановою ЦВК № 82 (до цього моменту існувала інша система виборчих округів). Окружна виборча комісія цього округу розташовується в приміщенні будинку культури за адресою м. Карлівка, вул. Леніна, 95.
До складу округу входять Карлівський, Кобеляцький, Козельщинський, Машівський, Новосанжарський і Чутівський райони. Виборчий округ 149 межує з округом 147 на північному заході, з округом 145 на півночі, з округом 180 на північному сході, з округом 179 на сході, з округом 38 на південному сході, з округом 34 і округом 29 на півдні, з округом 34 і округом 102 на південному заході та з округом 150 на заході. Виборчий округ № 149 складається з виборчих дільниць під номерами 530243-530353, 530532-530559, 530605-530653, 530933-530959 та 531273.

## Народні депутати від округу
| Ім'я                        | Фото | Партія          | Скликання | Дата набуття повноважень | Дата припинення повноважень |
| --------------------------- | ---- | --------------- | --------- | ------------------------ | --------------------------- |
| Лелюк Олексій Володимирович |      | Партія регіонів | 7-ме      | 12 грудня 2012           | 27 листопада 2014           |
| Река Андрій Олександрович   |      | Народний фронт  | 8-ме      | 27 листопада 2014        | 29 серпня 2019              |
| Касай Костянтин Іванович    |      | Слуга народу    | 9-те      | 29 серпня 2019           |                             |

## Результати виборів

### Парламентські

#### 2019
Кандидати-мажоритарники:
- Касай Костянтин Іванович (Слуга народу)
- Босенко Лариса Василівна (Батьківщина)
- Вітко Артем Леонідович (самовисування)
- Мінязев Вячеслав Данилович (самовисування)
- Телятник Руслан Васильович (Опозиційна платформа — За життя)
- Жук Сергій Миколайович (самовисування)
- Бульбаха Сергій Володимирович (Європейська Солідарність)
- Вітко Антон Олександрович (самовисування)
- Пирлик Роман Вікторович (самовисування)
- Мусяк Володимир Ігорович (Сила і честь)
- Река Андрій Олександрович (самовисування)
- Толкачов Валерій Геннадійович (Свобода)
- Гунжель Павло Олександрович (самовисування)
- Дуленко Андрій Григорович (самовисування)
- Река Микола Андрійович (самовисування)
- Макар Іван Іванович (самовисування)
- Негода Олексій Юрійович (самовисування)

#### 2014
Кандидати-мажоритарники:
- Река Андрій Олександрович (Народний фронт)
- Лотоус Віктор Вікторович (самовисування)
- Чернецький Микола Владиславович (Блок Петра Порошенка)
- Кулик Олександр Васильович (Воля)
- Русін Олександр Миколайович (Радикальна партія)
- Супрун Геннадій Іванович (Батьківщина)
- Слєпцов Володимир Анатолійович (Нова політика)
- Шкарбан Анатолій Миколайович (самовисування)
- Наконечний Олександр Сергійович (самовисування)
- Іванов Роман Олександрович (Комуністична партія України)
- Крамаренко Юрій Григорович (Правий сектор)
- Щука Олег Юрійович (Опозиційний блок)
- Кіяниця Альона Віталіївна (самовисування)
- Славгородський Юрій Сергійович (самовисування)

#### 2012
Кандидати-мажоритарники:
- Лелюк Олексій Володимирович (Партія регіонів)
- Река Андрій Олександрович (Батьківщина)
- Кулик Олександр Васильович (самовисування)
- Гриценко Євгеній Антонович (Комуністична партія України)
- Коваль Іван Михайлович (Соціалістична партія України)
- Кулічковський Дмитро Романович (Наша Україна)
- Таран Віталій Валентинович (Європейська партія України)

## Явка
Явка виборців на окрузі: